# Casanova Cat
«Кіт-казанова» - короткометражний мультфільм 1951 року з легендарної серії «Том і Джеррі». Режисери - Вільям Ганна і Джозеф Барбера, продюсер - Фред Куімбі, аніматори - Ед Бардж, Кеннет Мьюс, Рей Паттерсон, Ірвін Спенс, композитор - Скотт Бредлі . Тривалість - 7:04. Є 55-м в серії.

## сюжет
Том, який надів капелюх, весело крокує по вулиці з квітами, скрученою газетою і Джеррі, прив'язаному до банта. Джеррі, природно, не подобається його ситуація. Том підходить до потрібного йому будинку та розгортає газету на першій сторінці. Звідси ми дізнаємося причину його радості: кішка на ім'я Тудлз успадкувала велику спадок (власне який Том і бажає отримати). Та все це для задоволення Тудлз готове, і Том заходить в її апартаменти.
Темношкіра служниця кішки (сильно схожа на господиню Тома, Матусю-Два-Тапочка) відкриває йому двері і вішає його капелюх. Том мліє, побачивши Тудлз, і, щоб почати знайомство, підносить їй Джеррі в якості подарунка. Потім Том, намагаючись справити ще більше враження на задоволену подарунком Тудлз, проводить з ним серію знущальних трюків, включаючи перетворення Джеррі в негра. У перерві між уявленнями Джеррі за допомогою попільнички відрубує Тому, намагається поцілувати Тудлз, хвіст. Том, не в силах стримати біль, на повну потужність кричить на Тудлз і намагається знайти Джеррі, крайнього. Тим часом мишеня повторює хід з мультфільму «Springtime for Thomas » і посилає першому-ліпшому бродячому коту Бутчу уривок від газети Тома, де написано про Тудлз.
Збуджений і прочитав замітку Бутч в буквальному сенсі влітає в апартаменти Тудлз і відразу ж приймається її цілувати. Незадоволений таким ходом справ Том привертає до себе увагу Бутча і дає йому легкого ляпаса. Бутч же в відповідь дає Тому такого ж ляпаса, що той пролітає через пів-кімнати і вдаряється в акваріум . Розсерджений Том за допомогою мотузки відтягує найближчий флагшток біля вікна і прив'язує кінець мотузки до хвоста Бутча. Бутч швидко вилітає з вікна на флагшток. Після цього ми бачимо, як Тудлз пригощала Тома цукерками, а згодом Бутч змусив його «проковтнути» кулю для боулінгу, а потім шия Тома потрапила в пружину. При спробі Бутча поцілувати Тудлз праву руку Том підставляє йому мишоловку, яка защемила Бутчу рот. Між котами починається боротьба за серце Тудлз, в ході якої в справу йдуть самі підлі ходи. Непомітно, під час їхньої боротьби інтерес Тудлз до Джеррі зростає, так як він її поцілував. Розлючені коти намагаються загнати їх нового суперника в кут, але зазнають невдачі. Після цього Том і Бутч раптово бачать з вікна їде машину Тудлз, в якій вона цілується з новоспеченим коханцем - Джеррі.

## факти
- Мультфільм неодноразово піддавався суворій цензурі через сцени, де Джеррі через дим сигарет Тома стає схожим на темношкірого. Також, вищезгаданий момент з курінням був вирізаний на дочірньому каналі мережі Cartoon Network Boomerang UK [1] .
- Версія без цензури може бути знайдена на VHS -коллекціі Tom and Jerry's Cartoon Cavalcade і DVD Tom and Jerry - The Complete Classic Collection.

## ресурси
1. ↑  Онлайн Новости BBC: курение — не шутка для Тома и Джерри [Архівовано 25 січня 2009 у Wayback Machine.](англ.)

## посилання
- Casanova Cat на сайті IMDb (англ.)
- Casanova Cat на сайті Big Cartoon DataBase (англ.)